# 水崎綾女
水崎 綾女（みさき あやめ、1989年〈平成元年〉4月26日 - ）は、日本のタレント、女優。ホリプロ所属。
兵庫県神戸市出身。デビュー当初は雑誌のグラビア、バラエティ番組を中心に、その後は女優として活動している。

## 来歴
2004年「第29回ホリプロタレントスカウトキャラバン」でヤングサンデー賞（ベストグラビア賞）を受賞し芸能界デビュー。キャッチコピーは「平成生まれのFカップ」。
2005年1月15日発売の『週刊ヤングサンデー』（小学館）でグラビアデビュー。10月12日、原宿警察署1日警察署長を務める。
2006年、ファイブスターガールに選出される。3月2日、多忙を理由に芸能人女子フットサルチーム「XANADU loves NHC」を退団。12月「人気小劇団とグラビアアイドルのコラボレーション」が惹句の「お台場SHOW-GEKI城」企画においてノゾエ征爾作・演出の『ニルバウナ』で初舞台を踏む。
2007年10月、『キューティーハニー THE LIVE』（テレビ東京系）で青いキューティーハニーの早乙女ミキ役を演じる。
2012年、スーパー戦隊シリーズ『特命戦隊ゴーバスターズ』（テレビ朝日）において、第22話から敵対組織の幹部エスケイプ役としてレギュラー出演。
2013年1月26日から公開の映画『ユダ -Judas-』で、初のヌードと濡れ場を披露した。
2016年7月11日、一般男性との結婚を発表。
2017年、ヒロイン役で出演した映画『光』（河瀨直美監督）が、第70回カンヌ国際映画祭コンペティション部門に出品され、エキュメニカル賞を受賞。10月、一般男性との離婚を発表。
2022年3月1日発売の週刊『FLASH』にて10年ぶりとなる写真集が4月5日に発売することを発表した。
2025年2月9日、一般男性と2024年末に再婚したことが小柳ルミ子のブログで明かされた。

## 人物
- 特技はアクション、歌。
- 語学、とくに英語に堪能であり、カラオケで洋楽を流暢に歌い上げる姿がSNSに投稿されることもしばしばである。また「トイレはどこですか」を20ヶ国語で聞けるという。
- 趣味は麻雀、釣り、ゴルフ
- 好きな言葉は「なせばなる」。
- 格闘シーンが多かった『キューティーハニー THE LIVE』への出演がきっかけでアクションに開眼し、現在でも練習を怠っていないとのこと。
- きょうだいは5人姉妹で水崎は四女[9][10]。
- スキンケア、メイクグッズを集めるのが大好き。好きなブランドは、RMK、LANCOME、CHANEL、DELAMER、HERENA、Dior、ORIGINS、KIEHL'S、BOBBI BROWN、MAC、LOCCITANE、laura mercier。
- 好きなアニメ・漫画は『新世紀エヴァンゲリオン』や『ONE PIECE』、『ジャングルはいつもハレのちグゥ』、『修羅の門』、『修羅の刻』、『マクロス』など。

## エピソード
1995年1月の阪神・淡路大震災で被災し、約1年間の避難所暮らしを強いられた。そのため、2011年3月11日の東日本大震災以降、避難所や仮設住宅での生活を余儀なくされている被災者を思いやる発言や、続発する余震の度に、地震に対する恐怖感を正直に吐露する発言が見受けられる。

## 出演

### 映画
- 俺たちに明日はないッス（2008年11月22日、スローラーナー） - 秋恵 役
- ハプニング〜生存者0〜（2008年12月19日、トリプルアップ）[注 1] - 主演・西村真弓 役
- 少年メリケンサック（2009年2月14日、東映） - 美保（少女時代） 役
- パレード（2010年2月20日、ショウゲート） - 中川佳代 役
- ケンタとジュンとカヨちゃんの国（2010年6月12日、リトルモア）
- マイ・バック・ページ（2011年5月28日、アスミック・エース）
- アベックパンチ（2011年6月18日、アンプラグド） - メバル 役
- 目を閉じてギラギラ（2011年10月22日、日活） - マリア 役
- 映画 怪物くん（2011年11月26日、東宝）
- BUNGO〜ささやかな欲望〜 見つめられる淑女たち「乳房」（2012年9月29日、角川映画） - 主演・梅村かな江 役
- 黄金を抱いて翔べ（2012年11月3日、松竹）
- スーパー戦隊シリーズ（東映） - エスケイプ 役
  - 特命戦隊ゴーバスターズVS海賊戦隊ゴーカイジャー THE MOVIE（2013年1月19日）[13]
  - 獣電戦隊キョウリュウジャーVSゴーバスターズ 恐竜大決戦! さらば永遠の友よ（2014年1月18日）
- ユダ -Judas-（2013年1月26日、アイエス・フィールド） - 主演・中田絵里香 役
- つやのよる ある愛に関わった、女たちの物語（2013年1月26日、東映） - 珠美 役
- 非金属の夜 nonmetal night（2013年6月15日、アイエス・フィールド）[注 2]
- トイレの花子さん 新劇場版（2013年6月29日、チャンスイン / キャンター） - 小山貴子 役
- 真 兎-野性の闘牌-（2013年7月6日、ソリッドフィーチャー） - ユキヒョウ / 山口愛 役[注 3]
- 埼玉家族「父親輪舞曲」（2013年10月12日、松竹メディア事業部） - 清川里香 役[14]
- 赤×ピンク（2014年2月22日、KADOKAWA） - ミーコ 役[15]
- ハニー・フラッパーズ（2014年9月13日、アイエス・フィールド） - 胡桃 役[注 4]
- KIRI–「職業・殺し屋。」–外伝（2015年6月20日、東映） - シオリ 役
- 進撃の巨人 ATTACK ON TITAN（2015年8月1日・9月19日、東宝） - ヒアナ 役[16]
- HK 変態仮面 アブノーマル・クライシス（2016年5月14日、東映） - 彩田椎名 役[17]
- ReLIFE リライフ（2017年4月15日、松竹） - 佐伯遥香 役[18]
- 光（2017年5月27日、キノフィルムズ） - 美佐子 役
- キモチラボの解法（2017年6月1日SSFF & ASIA 2017公開、2018年1月26日劇場公開、LDH PICTURES） - アオイ 役
- 一人の息子（2018年7月7日、セブンフィルム） - 樋口香織 役[19][20]
- 洗骨（2019年1月18日沖縄先行公開、2月9日全国公開、ファントム・フィルム） - 新城優子 役[21]
- 明日の食卓（2021年5月28日、KADOKAWA / WOWOW） - 竹内かおり 役[22]
- シティーハンター（2024年4月25日、Netflix） - 瀬田月乃 役[23]
- 長崎-閃光の影で-（2025年8月1日、アーク・エンタテインメント） - 川西トキ子 役[24][25]

### テレビドラマ
- 吉祥天女（2006年4月15日 - 6月24日、テレビ朝日） - 大野真理 役
- お母さん ぼくが生まれてごめんなさい（2007年7月13日、フジテレビ）
- キューティーハニー THE LIVE（2007年10月2日 - 2008年3月25日、テレビ東京） - 早乙女ミキ 役[26]
- ゴーストフレンズ（2009年4月2日 - 6月11日、NHK総合） - 青山ミク 役
- 猿ロック 第1話（2009年7月23日、読売テレビ）
- 華麗なるスパイ 第4話（2009年8月8日、日本テレビ） - ミイナ 役
- 大日本ノックアウトガール（2009年8月16日 - 23日、TBSチャンネル） - 主演・竜子 役
- 再生の町（2009年8月29日 - 9月26日、NHK） - 滝川真由美 役
- 恋のから騒ぎ〜Love StoriesVI〜「教祖と呼ばれた女」（2009年9月25日、日本テレビ）
- Xmasの奇蹟（2009年11月2日 - 12月29日、東海テレビ） - 松井仁美 役
- 土曜ワイド劇場（テレビ朝日）
  - 終着駅の牛尾vs事件記者・冴子9（2009年12月12日） - 八木ひとみ 役
  - 救急救命士・牧田さおり7（2010年5月1日） - 相沢由紀子（少女期） 役
- 宿命 1969-2010 -ワンス・アポン・ア・タイム・イン・東京-（2010年1月15日 - 3月12日、テレビ朝日 / 朝日放送） - 依田美佐子 役
- ゲゲゲの女房 第146話・第147話（2010年9月14日・15日、NHK） - 砂田智美 役
- 霊能力者 小田霧響子の嘘 第1話・第5話（2010年10月10日・11月7日、テレビ朝日） - 川上千夏 役
- FACE MAKER 第4話（2010年10月28日、読売テレビ） - 仙波冴子 役
- 獣医ドリトル 第7話 - 最終話（2010年12月5日 - 19日、TBS）
- 福岡恋愛白書6〜ふたつのLove Story〜「つり革の距離」（2011年2月12日、九州朝日放送） - 高橋愛 役
- 新選組血風録 第2話（2011年4月10日、NHK BSプレミアム） - 佐代 役
- 鈴木先生 第3話（2011年5月9日、テレビ東京）
- 月曜ゴールデン 刑事シュート しゅうと&ムコの事件日誌3（2011年7月25日、TBS） - 吉川マリエ 役
- バラ色の聖戦 最終話（2011年10月9日、テレビ朝日） - 三木愛理（20年後） 役
- 私が恋愛できない理由 第2話・第3話・第8話（2011年10月24日・31日・12月5日、フジテレビ） - メグ 役
- くろねこルーシー（2012年1月5日 - 3月22日、東名阪ネット6） - 北別府かおり 役
- 家族八景 Nanase,Telepathy Girl's Ballad 第1話（2012年1月19日、MBS） - 尾形叡子 役
- デカ 黒川鈴木 第8話（2012年2月23日、読売テレビ） - 水嶋有希 役
- 職場を襲う"新型うつ"（2012年4月29日、NHK）
- 特命戦隊ゴーバスターズ 第22話 - 第48話（2012年7月22日 - 2013年1月27日、テレビ朝日） - エスケイプ 役
- つるかめ助産院〜南の島から〜（2012年8月28日 - 10月16日、NHK） - パクチー嬢 役
- レジデント〜5人の研修医 第2話（2012年10月25日、TBS） - キヨミ 役
- ドラマスペシャル 味いちもんめ（2013年5月11日、テレビ朝日）
- 酔いどれ小籐次 第8話（2013年8月9日、NHK BSプレミアム） - お花 役
- DOCTORS2 最強の名医 第6話・第7話（2013年8月15日 - 22日、テレビ朝日） - 田代あさみ 役
- 彼岸島（2013年10月24日 - 12月26日、MBS） - 涼子 役
- 殺しの女王蜂 第6話（2013年11月8日、テレビ東京） - 綺堂麗子 役
- 太陽の罠（2013年11月30日 - 12月21日、NHK） - 羽野みつき 役
- 科捜研の女 クリスマススペシャル（スペシャル4）（2013年12月25日、テレビ朝日） - 羽間琴音 役
- 福家警部補の挨拶 第1話（2014年1月14日、フジテレビ） - 大城加奈子 役
- 三匹のおっさん〜正義の味方、見参!!〜 第5話（2014年2月14日、テレビ東京） - 富永潤子 役
- 贖罪の奏鳴曲（2015年1月24日 - 2月14日、WOWOW） - 吉原妙子 役
- 相棒 season13 第17話（2015年3月4日、テレビ朝日） - 陣川美奈子 役
- 水曜ミステリー9 黒星警部の密室捜査（2015年6月17日、テレビ東京） - 葉山虹子 役
- MOZUスピンオフドラマ『大杉探偵事務所』美しき標的編（2015年11月、TBS） - 竹中聡美 役[27]
- 逃げる女（2016年1月9日 - 2月13日、NHK） - 松尾結花 役
- NHK特集ドラマ『海底の君へ』（2016年2月20日、NHK総合） - 前原小絵 役[28]
- わたしを離さないで 第7話 -（2016年2月26日 - 、TBS） - 中村彩 役[29]
- 立花登青春手控え 第1話（2016年5月13日、NHK BSプレミアム） - おみつ 役
- 青森発地域ドラマ『進め!青函連絡船』（2016年9月21日、NHK BSプレミアム） - 原田静香 役[30]
- 岐阜にイジュー!（2017年4月24日 - 6月26日、名古屋テレビ） - 野々村花 役[31]
- コールドケース2 〜真実の扉〜 第6話「バブル」（2018年11月17日、WOWOW） - 進藤マリア 役
- 大阪環状線 Part4 ひと駅ごとのスマイル 第7話「野田：たこちゃんといかちゃん」（2018年12月1日、関西テレビ） - 主演・栗田ちひろ 役
- やじ×きた 元祖・東海道中膝栗毛 第3話「関所越え 公儀隠密は誰だ！？（箱根）」（2019年4月20日、BSテレ東） - お侠 役
- ドラマスペシャル「検事・佐方〜裁きを望む〜」（2019年12月26日、テレビ朝日） - 小田薫 役
- 月曜プレミア8 横山秀夫サスペンス「沈黙のアリバイ」「モノクロームの反転」（2020年、テレビ東京）
- ゲキカラドウ 第5話（2021年2月4日、テレビ東京） - アカリ 役
- 警視庁・捜査一課長 season5 第1話（2021年4月8日、テレビ朝日） - 蓮見才子 役
- 刑事7人 season7 第7話（2021年9月1日、テレビ朝日） - 佐藤愛 役
- 最愛（2021年10月15日 - 12月17日、TBS） - 青木菜奈 役
- ドクターホワイト 第5話（2022年2月14日、フジテレビ） - 日比谷カンナ 役[32]
- 今どきの若いモンは（2022年4月9日 - 5月28日、WOWOW） - 犬飼紗奈子 役
- 持続可能な恋ですか?〜父と娘の結婚行進曲〜（2022年4月19日 - 6月21日、TBS） - 大石理歩 役[33]
- つまらない住宅地のすべての家（2022年10月10日 - 11月16日、NHK総合） - 矢島沙織 役
- 警視庁アウトサイダー 第8話（2023年2月23日、テレビ朝日） - 歌川チカ 役[34]
- 特捜9 season6 第3話（2023年4月19日、テレビ朝日） - 本条美緒 役[35]
- 精神分析医 氷室想介の事件簿2-ベストセラー小説に隠された殺人事件の謎-（2023年10月1日、BS-TBS・BS-TBS4K） - 植松海荷 役[36]
- インターホンが鳴るとき（2023年10月12日 - 12月14日、テレビ大阪） - 須藤宝子 役[37]
- 坂の上の赤い屋根（2024年3月3日 - 、WOWOW） - 田所弓枝 役[38]
- 肝臓を奪われた妻（2024年4月3日 - 6月26日、日本テレビ） - 安藤るり子 役[39]
- 御社の乱れ正します! 第6話 - 第8話（2024年5月7日 - 21日、BS-TBS） - 指原詩保美 役[40]
- ビジネス婚-好きになったら離婚します-（2024年5月24日 - 7月19日、MBS） - 九重菜摘 役[41]
- そんな家族なら捨てちゃえば?（2024年7月19日 - 10月4日、関西テレビ） - 倉敷沙耶子 役[42]
- アンサンブル 第6話 （2025年2月22日、日本テレビ） - 梅林恵 役
- 晩酌の流儀4 〜夏編〜 第7話（2025年8月9日、テレビ東京） - 波野熱子 役[43]

### webドラマ
- 熱血硬派くにおくん（2013年9月13日 - 、全13話、NOTTV） - 夢子先生 役[44]
- 今際の国のアリス（2020年12月10日、Netflix） - シブキ 役[45]
- 課長 島耕作のつぶやき（2024年10月7日 - 、YouTube）[46]
- 世界滅亡ドッキリ（2025年6月13日 - 28日、YouTube） - 日向楓 役[47]

### オリジナルビデオ
- 帰ってきた特命戦隊ゴーバスターズVS動物戦隊ゴーバスターズ（2013年6月21日、東映） - トランジー・スター 役
- 宇宙戦隊キュウレンジャーVSスペース・スクワッド（2018年、東映ビデオ） - エスケイプ 役

### 舞台
- ニルバウナ（2006年12月22日 - 28日、フジテレビメディアタワー1Fマルチシアター） - 水澤アヤメ 役[注 5]
- 番外 池田屋・裏（2009年1月8日 - 12日、東京芸術劇場小ホール）[注 6]
- 2LDK（2010年5月1日、青山円形劇場） - 松本希美 役[注 7]
- 吸血鬼（2010年6月4日 - 13日、PARCO劇場） - 桜井のり子 役[注 8]
- チャイムが鳴り終わるとき（2011年8月10日 - 14日、吉祥寺シアター） - 陣野実果 役[注 9]
- Re:verse（リバース）〜あの瞬間（とき）に戻れたら〜（2014年4月2日 - 6日、本多劇場） - 主演[48]
- 鷗外の怪談（2014年9月28日 - 12月11日、東京 / 地方） - 森志げ 役

### その他テレビ番組
- 晴れどきドキ晴れ（2005年10月 - 2006年12月、中部日本放送） - ディズニー担当リポーター
- ガチンコ視聴率バトル（2005年10月3日 - 2006年9月25日、テレビ朝日） - モニターガール
- アミューズメントミューズ1/3娘（2006年4月4日 - 2007年3月31日、日本テレビ）
- 赤井英和の美食王への道 九州編（2006年、朝日放送）
- パオパオ アソビ★クリエイターズ #19（2006年、BS日テレ）
- 日めくりタイムトラベル（2009年5月、NHK-BS2）
- すっぴん!（2015年4月 - 、SPEEDチャンネル）
- 麻雀 BATTLE ROYAL 生放送SP（2016年11月13日、MONDO TV）
- 女流雀士 プロアマNo.1決定戦 てんパイクイーン（テレ朝チャンネル2）
  - シーズン5（2019年12月6日 - 2020年4月24日）
  - シーズン6（2020年11月27日 - 2021年3月27日）
  - シーズン7（2021年11月19日 - 2022年3月26日）
  - シーズン8（2022年11月25日 - 2023年3月17日）
  - シーズン9（2023年11月17日 - 2024年3月22日）
- THEわれめDEポン（2019年6月28日、2020年9月25日、2021年4月16日、2021年10月29日、2022年11月25日、2023年3月3日、24時間SP2023、2024年3月22日、24時間SP2024、2025年1月31日、24時間SP2025）

### インターネットTV
- AGF・Dr.たかよしの吉田健康クリニック（文化放送） - Web配信
- 新春オールスター麻雀大会2019（2019年1月2日 - 3日、AbemaTV）[49]
- 新春オールスター麻雀大会2020（2020年1月2日 - 3日、AbemaTV ※テレビ朝日でも一部放送）[50] - チーム優勝[51]

### CM
- スターツ出版 恋空＜上下巻＞（2006年）
- サッポロビール 風味爽快ニシテ（2012年11月 - ）[52][注 10]
- 東北電力 「ずっとよりそう」夜間・土日向けプラン篇、使用量の多いお客様向けプラン篇（2019年3月）[53]

### その他
- 照英王国（2011年5月 - 、PlayStation Network） - MC

## 書籍

### 写真集
- 初熱（2005年6月25日、英知出版）撮影：松田忠雄 ISBN 978-4-7542-1598-9
- Iris（2007年7月25日、彩文館出版）撮影：木村智哉 ISBN 978-4-7756-0225-6
- キューティーハニー THE LIVE 公式ビジュアルブック（2008年5月17日、ホビージャパン）撮影：戸田麻子、河原将貴、葛貴之 ISBN 978-4-89425-706-1
- 赤×ピンク（2014年2月22日、KADOKAWA /角川書店）撮影：須崎祐次 ISBN 978-4041106471
- Ayame（2022年4月5日、光文社）撮影：ND CHOW ISBN 978-4-33490-294-0
- sensually（2023年4月24日、光文社）撮影：三宮幹史 ISBN 978-4-33490-311-4
- glossy eyes（2024年4月26日、講談社）撮影：伊藤彰紀 ISBN 978-4065337677

### デジタル写真集
- 月刊NEO 水崎綾女 月刊モバイルアクトレス完全版（2012年12月14日、月刊デジタルファクトリー）撮影：笠井爾示
- 「Iris Vol．1」水崎綾女1st．写真集（2013年10月15日、エスデジタル）撮影：木村智哉
- 「Iris Vol．2」水崎綾女1st．写真集（2013年10月15日、エスデジタル）撮影：木村智哉
- 召し上がれ 水崎綾女 ～常夏BODY～（2017年8月26日、フラウス）撮影：木村智哉
- 週プレPHOTO BOOK 水崎綾女デジタルグラビア「恋慕る」（2021年7月12日、集英社）撮影：中村和孝
- 週プレPHOTO BOOK 水崎綾女性デジタルグラビア「最後の恋」（2021年11月8日、集英社）撮影：SAN
- FLASHデジタルグラビア 水崎綾女 Clear（2021年12月21日、光文社）撮影：ND CHOW
- Angel Kiss 裸足のマーメイド Venus!（2023年2月20日、DECinc）

### 雑誌
- Kindai（近代映画社）連載コーナー
  - パンクブーブー×水崎綾女のジェネレーションギャップをのりこえろ!
  - 綾女カフェへようこそ♡
- memew Vol.23（2005年4月10日、近代映画社）
- memew Vol.24（2005年4月26日、近代映画社）
- Beppin School 2005年6月号（英知出版）
- Bejean 2005年6月号、2007年8月号（英知出版）
- ヤングガンガン カバーガールズ 7人の女神の競演（2005年10月7日、スクウェア・エニックス）
- ヤングガンガン 2005年10月21日号（スクウェア・エニックス） - 表紙＆グラビア:水崎綾女＆疋田紗也
- memew Vol.27（2005年12月10日、近代映画社）
- グラビアザテレビジョン vol.9（2007年11月30日、角川書店）
- 月刊NEO 水崎綾女（2012年12月14日、イーネット・フロンティア）撮影：笠井爾示

## 作品

### DVD
- Shine（2005年11月16日、発売元:小学館、販売元:ポニーキャニオン）
- 初熱（2006年3月10日、英知出版）
- コトナココロ（2006年6月21日、ポニーキャニオン）
- wild fancy（2006年12月22日、竹書房）
- ONE（2007年3月23日、マーレ）
- Iris（2007年8月24日、彩文館出版)
- Angel kiss 〜裸足のマーメイド〜（2008年2月21日、トリコ）
- misakiss ayamemory（ミサキッスアヤメモリ）（2008年5月20日、ラインコミュニケーションズ）
- ACTION!（2008年11月21日、角川映画）